# Syneches longipennis
Syneches longipennis är en tvåvingeart som beskrevs av Axel Leonard Melander 1902. Syneches longipennis ingår i släktet Syneches och familjen puckeldansflugor.
Artens utbredningsområde är North Carolina. Inga underarter finns listade i Catalogue of Life.